# Apebusu
Apebusu is een kevergeslacht uit de familie van de boktorren (Cerambycidae). De wetenschappelijke naam van het geslacht werd voor het eerst geldig gepubliceerd in 2004 door Martins & Galileo.

## Soorten
Apebusu is monotypisch en omvat slechts de volgende soort:
- Apebusu rubriventris Martins & Galileo, 2004